# Koleta Łyszkiewicz

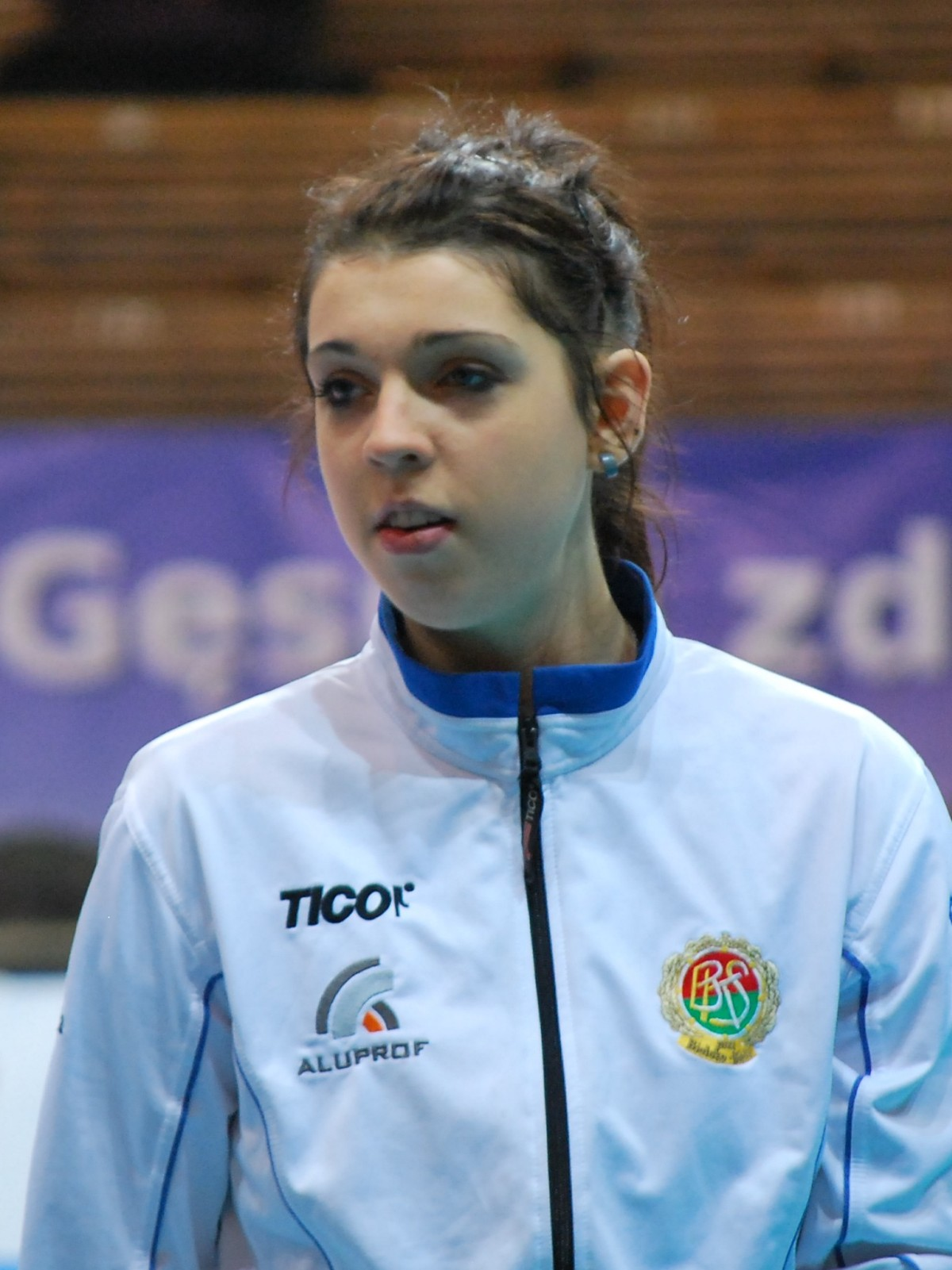
Koleta Łyszkiewicz zawodniczką BKS-u Aluprof Bielsko-Biała w sezonie 2011/2012

Koleta Łyszkiewicz (ur. 22 stycznia 1993 w Kwidzynie) – polska siatkarka grająca na pozycji przyjmującej i atakującej. Była reprezentantka kraju kadetek i juniorek, następnie seniorek. Absolwentka Szkoły Mistrzostwa Sportowego w Sosnowcu. 
W 2012 roku otrzymała powołanie do szerokiej kadry seniorskiej reprezentacji Polski, prowadzonej przez Alojzego Świderka.
W 2017 roku również otrzymała powołanie do szerokiej kadry A, prowadzonej przez trenera Jacka Nawrockiego.

## Kariera klubowa
| Kariera juniorska         | Kariera juniorska                 | Kariera juniorska | Kariera juniorska | Kariera juniorska | Kariera juniorska | Kariera juniorska | Kariera juniorska | Kariera juniorska | Kariera juniorska | Kariera juniorska |
| ------------------------- | --------------------------------- | ----------------- | ----------------- | ----------------- | ----------------- | ----------------- | ----------------- | ----------------- | ----------------- | ----------------- |
| Lata                      | Klub                              |                   |                   |                   |                   |                   |                   |                   |                   |                   |
|                           | MTS Kwidzyn                       |                   |                   |                   |                   |                   |                   |                   |                   |                   |
| 2009                      | Gedania Gdańsk                    |                   |                   |                   |                   |                   |                   |                   |                   |                   |
| 2009–2011                 | SMS PZPS Sosnowiec                |                   |                   |                   |                   |                   |                   |                   |                   |                   |
| Kariera seniorska         |                                   |                   |                   |                   |                   |                   |                   |                   |                   |                   |
| Lata                      | Klub                              |                   |                   |                   |                   |                   |                   |                   |                   |                   |
| 2011–2016                 | BKS Aluprof Bielsko-Biała         |                   |                   |                   |                   |                   |                   |                   |                   |                   |
| 2016–2017                 | Polski Cukier Muszynianka Muszyna |                   |                   |                   |                   |                   |                   |                   |                   |                   |
| 2017–2018                 | KSZO Ostrowiec Świętokrzyski      |                   |                   |                   |                   |                   |                   |                   |                   |                   |
| 2018–2018 (do 20.12.2018) | Grot Budowlani Łódź               |                   |                   |                   |                   |                   |                   |                   |                   |                   |
| 2018–2019 (od 21.12.2018) | KSZO Ostrowiec Świętokrzyski      |                   |                   |                   |                   |                   |                   |                   |                   |                   |
| 2019–2020                 | MKS SAN-Pajda Jarosław            |                   |                   |                   |                   |                   |                   |                   |                   |                   |
| 2020–2021                 | Enea PTPS Piła                    |                   |                   |                   |                   |                   |                   |                   |                   |                   |
| 2021–2022                 | BKS Bostik Bielsko-Biała          |                   |                   |                   |                   |                   |                   |                   |                   |                   |
| 2022–2024                 | Polskie Przetwory Pałac Bydgoszcz |                   |                   |                   |                   |                   |                   |                   |                   |                   |

## Sukcesy klubowe
Superpuchar Polski:
- 2018